# 谷内伸也
谷内 伸也（たにうち しんや、1987年9月23日 - ）は、大阪府枚方市出身の歌手。3人組ダンスボーカルユニット「Lead」のメンバー。血液型はA型。ライジングプロダクション所属。イメージカラーは緑。
2003年頃まではメインボーカルを務めることが多かったが、6枚目のシングル『Night Deluxe』以降はほとんどの曲でRAP担当となっている。

## 来歴
- 妹がSPEEDのファンであることをきっかけにダンススクール「キャレス」大阪校へ通う。
- ダンススクール時代、のちにメンバーとなる鍵本輝と共にテレビ大阪「土曜はオットコマエ！」にレギュラー出演する。
- 2002年、ダンススクール内でユニットを組んでいた中土居宏宜、鍵本輝、「九州・沖縄 スターライトオーディション2002」で審査員特別賞を受賞した古屋敬多の3名と共に「Lead」を結成。
- 2002年7月31日、『真夏のMagic』で歌手デビューした。
- 2003年、『棒たおし!』で映画初出演にして主演を務める。主題歌はLeadの『FLY AWAY』。
- 2004年、『かまち』主演。17歳で夭折した山田かまちの生涯を演じた。
- 2010年1月、『新撰組 PEACE MAKER』で、連続ドラマ単独初出演。
- 2011年9月、舞台『コカンセツ!〜再演〜』出演。
- 2012年、フジテレビ『ALLSTAR WARS』を皮切りに、TBS『究極の男は誰だ!?最強スポーツ男子頂上決戦』などの、自身の身体能力を活かしたスポーツ番組に出演。
- 2013年2月、舞台『マティーニ! 〜ただ今、撮影5時間押し〜』出演。Leadのメンバーである中土居宏宜の卒業発表直後に上演され、今作のストーリーと、当時のLeadの状況と重なる部分があり、ファンに大きな反響を与えた。公演中のブログでは「台詞には、ヒロキと話をしてきた中で伝えた言葉と、全く同じ思いが詰まっています。」と明かした。[1]
- 2014年、『俺たちの明日』で、舞台、映画に出演。
- 2014年3月、NHK BSプレミアム『今夜は心だけ抱いて』レギュラー出演。
- 2015年1月、テレビ朝日『出入禁止の女〜事件記者クロガネ〜』レギュラー出演。
- 2017年5月13日、原宿アストロホールにてDA PUMPのKIMIとの企画ライブ「2FACE」を開催。ゲストダンサーとして、かつてLeadのツアーダンサーだったMASK（MASAKI）らが参加した。2人が作詞・作曲した楽曲のほか、谷内自身が作詞や作曲に携わったLeadの楽曲「君と歩く未来」｢Dilemma｣｢Change myself｣も披露。

※Leadとしての活動・実績はLeadの記事を参照

## 人物
- 2人の妹がいる。
- 実家では犬やハムスター、魚を飼っていた。2匹の愛犬の名前はラブ（♂）とチャンス（♀）。
- 伸也は最初メンバーの鍵本輝のことを女の子だと思っていて、話してから初めて男だと分かった。
- 鍵本輝とは親友。2012年現在も同居しており、高校生頃まではお風呂にも一緒に入っていた。[2]
- 新撰組 PEACE MAKERで共演した新選組リアンの榊原徹士と飲みに行くことが多い。
- 見た目とは違いシャイな一面を見せる。
- ジェットコースターなどの絶叫マシンが大の苦手。
- マネージャーや仲良しの榊原徹士などに「優しさの塊」と言われるほど穏やかで優しい性格。メンバーに対してツッコむ時も敬多曰く「虫に触るようにソフトタッチ」。
- 仕事に取り組む姿勢など基本的にとてもマジメだが、時折かなりの天然ぶりを発揮することがあり、メンバーからは「マジ天（マジメ天然）」と評されている。高校の卒業式の日にちを間違えて大阪に住む両親を違う日に上京させたり、自分で作った振り付けを忘れるなど、マジ天エピソードには事欠かない。
- 趣味は筋トレ。デビュー当時は華奢だった体格が徐々にムキムキに変化し、メンバーの宏宜から「どこ目指してんねん！」とツッコまれたこともある。自宅では様々な筋トレグッズを使っているが、最近愛用しているのは1個で8kgある丸太[3]や、ボディホイール[4]。過去の「JUNON」などの企画グラビアのほか、デビュー10周年アニバーサリーブック「Document」でも鍛え上げた肉体美を披露している。
- デビュー当時からLeadのファッションリーダー的な存在。特に靴と帽子のコレクションがなかなか捨てられず、かなりの量を所持しているらしい。好きなブランドは時期ごとに変わっており、近年はモノトーン系のシンプルなコーディネートが多くなっている。
- 小食なメンバーが食べきれないご飯をまとめて食べてあげるので、2012年のツアー中に「大魔人」というあだ名が付けられた。
- デビュー当時は偏食がひどかったが、大人になるにつれやや改善されてきている。煮物などに入った柔らかいキノコや甘い味付けのニンジンなど調理法しだいで食べられないものがあり、メンバーも完全には把握しきれていない。[5]
- 掃除や片付けが好き。同居しているメンバーの輝と暮れの大掃除をしている様子などをブログにアップしたこともある。洗濯物の畳み方も丁寧で、「伸也が畳んだ服はハイブランドのものっぽく見える」とは輝の談。
- やや日本人離れした顔立ちで特に鼻が高く、本人も「グリコのおまけで当たった」とネタにしている[6]。そのためかブログなどに出てくる顔文字も(^L^)など、鼻を入れ込んだものを使っている。
- 肌が浅黒く、子供時代のあだ名の一つが「こげぱん」だった。大人になった現在でも、移動中の新幹線で窓際に座っているだけで他人より早く日焼けしてしまうとのこと。
- 小6でバスケットボールを始め、中学時代にはバスケ部で副キャプテンをつとめていた[7]。自身でも自慢できるものに“身体のバネ”を挙げており[8]、スポーツをテーマにしたスペシャル番組「ALLSTAR WARS」(2012年10月8日放送)、「最強スポーツ男子頂上決戦」（2012年11月21日放送）などにもメンバーから唯一出演している。
- 体力作りのためランニングにもいそしんでいるが、ある日のランニング中になぜかドングリを拾ってきたことを輝にネタにされ、日に日に純粋になっているという意味で「ピュアソウル」という新しいあだ名が付けられた。[9]

## 仕事面
- 几帳面なため、ブログの文章作成など仕事にかける時間が人一倍長い。なぜかPCでの“づ”の出し方が覚えられず、各メンバーに何度も質問しては呆れられている。
- DJをやっていた従兄弟の影響で、特にヒップホップに造詣が深い。2ndアルバム「BRAND NEW ERA」収録曲の「Here goes!」ではターンテーブルを担当。FLAMEとのツアー「BEAT MAGIC 2004」（2004年1月）など初期のステージでDJプレイを披露していたこともある。
- ハスキーな声を活かしたRAPが持ち味。ステージでは踊りながらRAPすることも多く、「24HRS」（18thシングルHURRICANEのC/W）などではダンスとは違うリズムのRAPをのせる難易度の高いスタイルを披露している。また3rdアルバム「LEAD!HEAT!BEAT!」収録曲「I believe」を皮切りに、4thアルバム以降の大半の曲のRAPパートの作詞も手がける。RAPは得意だが、MCではゆっくりしゃべっているのになぜかカミカミになることが多い。
- 成長期を越えるとデビュー当時ほど高い声が出なくなったため、2009年のツアー後に扁桃腺を切る手術をした。[10]
- メンバーの近況を伝える導画ブログでも基本的にマジメなコメントが目立つが、まれにテンションが上がっておネエ風になるレア回がある。[11]

以下、作詞または作曲を行った曲一覧（メンバーとの共作含む）
| 曲名                   | 作詞または作曲                                | 収録CD                                                                     |
| ---------------------- | --------------------------------------------- | -------------------------------------------------------------------------- |
| 2005                   |                                               |                                                                            |
| I believe              | 作詞：popY・谷内伸也                          | 3rdアルバム「Lead! Heat! Beat!」                                           |
| 2006                   |                                               |                                                                            |
| Jewel of Queen         | 作詞：fujibayashi shoko・谷内伸也             | 4thアルバム「4」                                                           |
| STAR PLAYA             | 作詞：fujibayashi shoko・谷内伸也             | 4thアルバム「4」                                                           |
| Deep in my heart       | 作詞：谷内伸也・Mizuho Hirata                 | 4thアルバム「4」                                                           |
| 2008                   |                                               |                                                                            |
| STAND UP!              | 作詞：Lead                                    | 14thシングル曲                                                             |
| 谷☆RAP                 | 作詞：谷内伸也・鍵本輝／作曲：谷内伸也        | 5thアルバム「Feel The Vibes」                                              |
| Sunnyday               | 作詞：Lead                                    | 15thシングル曲                                                             |
| 2009                   |                                               |                                                                            |
| High テンション DAY    | 作詞：Lead／作曲：本山清治・Lead              | 16thシングル「ギラギラRomantic」                                           |
| Follow Me              | 作詞：谷内伸也                                | 16thシングル「ギラギラRomantic」（SHINYA ver.）                            |
| You're the only one    | 作詞：谷内伸也・古屋敬多                      | 16thシングル「ギラギラRomantic」（KEITA ver.）                             |
| 2010                   |                                               |                                                                            |
| SPEED STAR★            | Rap詞：谷内伸也                               | 17thシングル曲                                                             |
| Speechless             | Rap詞：谷内伸也                               | 17thシングル「SPEED STAR★」                                                |
| 光                     | Rap詞：谷内伸也                               | 17thシングル「SPEED STAR★」【初回限定盤】                                  |
| 2011                   |                                               |                                                                            |
| HURRICANE              | 作詞：朝本博文・谷内伸也                      | 18thシングル曲                                                             |
| Sun×You                | 作詞：Lead                                    | 18thシングル「HURRICANE」【初回盤B】                                       |
| walk                   | 作詞：谷内伸也・鍵本輝                        | 18thシングル「HURRICANE」【初回盤C】                                       |
| 2012                   |                                               |                                                                            |
| Wanna Be With You      | 作詞：Seiji Motoyama・Lead                    | 19thシングル曲                                                             |
| Burning up!            | 作詞：谷内伸也・鍵本輝                        | 19thシングル「Wanna Be With You」コンプリート特典CD                        |
| Stand and Fight        | 作詞：Lead                                    | 6thアルバム「NOW OR NEVER」リードトラック                                  |
| Still                  | 作詞：Lead                                    | 20thシングル曲                                                             |
| 2013                   |                                               |                                                                            |
| Upturn                 | 作詞：谷内伸也・古屋敬多                      | 21stシングル曲                                                             |
| トワイライト           | Rap詞：谷内伸也                               | 21stシングル「Upturn」                                                     |
| Versus                 | Rap詞：谷内伸也                               | 21stシングル「Upturn」【初回盤A・B】                                       |
| Take You Higher        | Rap詞：谷内伸也                               | 21stシングル「Upturn」【初回盤C】                                          |
| Friendship             | 作詞：谷内伸也・古屋敬多                      | 21stシングル「Upturn」【初回盤C】                                          |
| strings                | 作詞：谷内伸也                                | 22ndシングル曲                                                             |
| 2014                   |                                               |                                                                            |
| 君と歩く未来           | 作詞：谷内伸也                                | 24thシングル「想い出ブレイカー」【初回盤A】                                |
| Fairy tale             | 作詞：J-Bright・谷内伸也                      | 24thシングル「想い出ブレイカー」【初回盤B】                                |
| 2015                   |                                               |                                                                            |
| Change myself          | 作曲：谷内伸也                                | 25thシングル「MyOne」【初回盤C】                                           |
| 約束                   | Rap詞：谷内伸也                               | 26thシングル曲                                                             |
| I don't give a damn    | 作詞：Lead／作曲・編曲：鍵本輝                | CD未収録。「Upturn2015～MASTER PLAN～」にて披露※iTunesにてダウンロード可能 |
| Wake me up             | Rap詞：谷内伸也                               | 26thシングル「約束」【初回盤A】                                            |
| CROSS OVER             | 作詞：谷内伸也                                | 26thシングル「約束」【初回盤C】                                            |
| RIDE ON MUSIC          | 作詞・作曲・編曲：Lead                        | CD未収録。「Lead LIVE SHOUT」にて披露。                                    |
| 2016                   |                                               |                                                                            |
| Loud!Loud!Loud!        | Rap詞：谷内伸也                               | 7thアルバム「THE SHOWCASE」                                                |
| Stand by me            | 作詞：谷内伸也                                | 7thアルバム「THE SHOWCASE」                                                |
| 2017                   |                                               |                                                                            |
| トーキョーフィーバー   | 作詞：佐伯youthK・CLARABELL・谷内伸也         | 27thシングル「トーキョーフィーバー」                                       |
| FUNKENSTEIN            | 作詞：古屋敬多・谷内伸也                      | 27thシングル「トーキョーフィーバー」【初回盤A】                            |
| Dilemma                | 作詞・作曲：谷内伸也                          | 27thシングル「トーキョーフィーバー」【初回盤B】                            |
| Beautiful Day          | 作詞：Lead                                    | 28thシングル「Beautiful Day」                                              |
| Say Good-bye Say Hello | Rap詞：谷内伸也                               | 28thシングル「Beautiful Day」【通常盤、初回盤C】                           |
| 2018                   |                                               |                                                                            |
| Bumblebee              | Rap詞：谷内伸也                               | 29thシングル「Bumblebee」                                                  |
| Tell me why            | Rap詞：谷内伸也                               | 8thアルバム「MILESTONE」                                                   |
| メダリスト             | Rap詞：谷内伸也                               | 8thアルバム「MILESTONE」                                                   |
| R.O.O.T.S              | 作詞：谷内伸也・鍵本輝作曲：谷内伸也・SEQUICK | 8thアルバム「MILESTONE」                                                   |

## 出演
※レギュラー出演のみ

### テレビドラマ
- 新撰組 PEACE MAKER（2010年1月 - 3月、毎日放送・TBS） - 土方歳三 役
- 今夜は心だけ抱いて（2014年3月 - 4月、NHK BSプレミアム） - 橋井章吾 役
- 出入禁止の女〜事件記者クロガネ〜（2015年1月 - 3月、テレビ朝日） - 魚住勝 役

### 映画
- 棒たおし!（2003年3月21日公開） - 主演・高山次雄 役
- かまち（2004年2月28日公開） - 主演・山田かまち 役
- 俺たちの明日（2014年4月5日公開） - 柿ノ木剛 役

### 舞台
- ミュージカル「ZIPANGU〜遥かなる道〜」（2008年12月23日、名古屋・御園座／12月29日、東京・新宿コマ劇場／2009年5月1日 - 2日、仙台・楽楽楽ホール／5月29日 - 31日、大阪・シアターBRAVA!） - 金狼 役
- ミュージカル「絆 -少年よ大紙を抱け-」（2010年11月18日 - 23日、新国立劇場 中劇場） - 東条太一 役
- 舞台「コカンセツ! 〜再演〜」（2011年9月21日 - 25日、天王洲 銀河劇場） - 中西豪 役
- ミュージカル「絆 2011 -少年よ大紙を抱け-」（2011年10月20日 - 25日、新国立劇場 中劇場） - 東条太一 役
- 舞台「マティーニ! 〜ただ今、撮影5時間押し〜」（2013年2月6日 - 11日、シアター1010） - 木下岳 役
- 舞台「俺たちの明日」（2014年1月10日 - 19日、紀伊國屋ホール） - 小田切俊郎 役
- 舞台「シャッター・ガイ」（2024年6月21日 - 7月7日、東京・IMM THEATER / 7月12日 - 15日、大阪・梅田芸術劇場 シアター・ドラマシティ / 7月28日、愛知・東海市芸術劇場）[12]
- ゼブラ（2025年8月20日 - 24日〈予定〉、シアターサンモール）[13]

### DVD
- 新撰組 PEACE MAKER DVD-BOX（2010年9月3日、ハピネット ピーエム）
- 新撰組 PEACE MAKER スペシャルエディション （2010年12月3日、ハピネット ピーエム）
- 舞台「コカンセツ!〜再演〜」（2012年3月、トライフルエンターテインメント）
- 舞台「マティーニ! 〜ただ今、撮影5時間押し〜」（2013年8月、トライフルエンターテインメント）